# Ганжулевич, Евгений Яковлевич
Евге́ний Я́ковлевич Ганжуле́вич (1862 — после 1917) — член III Государственной думы от Волынской губернии, священник.

## Биография
Православный. Имел 80 десятин церковной земли.
Окончил Волынскую духовную семинарию (1883).
Священствовал в селе Дениши Житомирского уезда, до избрания в Государственную думу заведовал также местной двухклассной школой. Был членом Союза русского народа.
В 1907 году был избран членом III Государственной Думы от Волынской губернии. Входил в русскую национальную фракцию, с осени 1909 — во фракцию правых. Состоял членом комиссий: бюджетной, библиотечной, по исполнению государственной росписи доходов и расходов, по народному образованию.
Судьба после 1917 года неизвестна.